# Circuit Het Nieuwsblad 2014
La 69e édition du Circuit Het Nieuwsblad a eu lieu le 1er mars 2014. La course fait partie du calendrier UCI Europe Tour 2014 en catégorie 1.HC.
La course a été remportée par le Britannique Ian Stannard (Sky) qui s'impose dans une sprint à deux devant le Belge Greg Van Avermaet (BMC Racing) tandis que son coéquipier le Norvégien Edvald Boasson Hagen règle un petit groupe au sprint pour la troisième place une vingtaine de secondes plus tard.

## Présentation

### Équipes
Classé en catégorie 1.HC de l'UCI Europe Tour, le Circuit Het Nieuwsblad est par conséquent ouvert aux UCI ProTeams dans la limite de 70 % des équipes participantes, aux équipes continentales professionnelles, aux équipes continentales belges et à une équipe nationale belge.
Vingt-et-une équipes participent à ce Circuit Het Nieuwsblad - onze ProTeams et dix équipes continentales professionnelles :
| ProTeams (11)- Katusha - Lotto-Belisol - Omega Pharma-Quick Step - AG2R La Mondiale - Belkin - BMC Racing Team - FDJ.fr - Garmin-Sharp - Team Europcar - Giant-Shimano - Sky Équipes continentales professionnelles (10)- Androni Giocattoli-Venezuela - Bretagne-Séché Environnement - CCC Polsat Polkowice - Cofidis, Solutions Crédits - IAM Cycling - MTN-Qhubeka - RusVelo - NetApp-Endura - Topsport Vlaanderen-Baloise - Wanty-Groupe Gobert |
| |

### Favoris
Les principaux favoris au départ de ce Circuit Het Nieuwsblad sont le champion belge Tom Boonen, ses coéquipiers Niki Terpstra et Zdeněk Štybar mais aussi Jürgen Roelandts, Lars Boom, Thor Hushovd ou encore Sylvain Chavanel.
Il ne faudra cependant pas sous-estimer des coureurs comme Sebastian Langeveld, Bernhard Eisel, Heinrich Haussler ou encore le tenant du titre Luca Paolini.

## Classement final
| \| Classement général \| Classement général \| Classement général \| Classement général \| Classement général \| \| Coureur \| Coureur \| Pays \| Équipe \| Temps \| \| ------------------ \| -------------------- \| ------------------ \| --------------------------- \| ------------------ \| \| 1er \| Ian Stannard \| Royaume-Uni \| Team Sky \| 4 h 49 min 55 s \| \| 2e \| Greg Van Avermaet \| Belgique \| BMC Racing Team \| + 0 s \| \| 3e \| Edvald Boasson Hagen \| Norvège \| Team Sky \| + 24 s \| \| 4e \| Sep Vanmarcke \| Belgique \| Belkin \| + 24 s \| \| 5e \| Niki Terpstra \| Pays-Bas \| Omega Pharma-Quick Step \| + 24 s \| \| 6e \| Jempy Drucker \| Luxembourg \| Wanty-Groupe Gobert \| + 1 min 34 s \| \| 7e \| Taylor Phinney \| États-Unis \| BMC Racing Team \| + 1 min 34 s \| \| 8e \| Dries Devenyns \| Belgique \| Giant-Shimano \| + 1 min 34 s \| \| 9e \| Egoitz García \| Espagne \| Cofidis, Solutions Crédits \| + 1 min 34 s \| \| 10e \| Arnaud Démare \| France \| FDJ.fr \| + 1 min 34 s \| \| 11e \| Luke Rowe \| Royaume-Uni \| Team Sky \| + 1 min 34 s \| \| 12e \| Sebastian Langeveld \| Pays-Bas \| Garmin-Sharp \| + 1 min 34 s \| \| 13e \| Jürgen Roelandts \| Belgique \| Lotto-Belisol \| + 1 min 34 s \| \| 14e \| Stijn Vandenbergh \| Belgique \| Omega Pharma-Quick Step \| + 1 min 34 s \| \| 15e \| Zico Waeytens \| Belgique \| Topsport Vlaanderen-Baloise \| + 1 min 34 s \| \| 16e \| Jelle Wallays \| Belgique \| Topsport Vlaanderen-Baloise \| + 1 min 34 s \| \| 17e \| Johan Le Bon \| France \| FDJ.fr \| + 1 min 41 s \| \| 18e \| Lars Boom \| Pays-Bas \| Belkin \| + 1 min 41 s \| \| 19e \| Florian Sénéchal \| France \| Cofidis, Solutions Crédits \| + 2 min 47 s \| \| 20e \| Yoann Offredo \| France \| FDJ.fr \| + 2 min 47 s \| |                      |             |                             |                 |
| |                      |             |                             |                 |
| |                      |             |                             |                 |
| Classement général |                      |             |                             |                 |
| Coureur | Coureur              | Pays        | Équipe                      | Temps           |
| 1er | Ian Stannard         | Royaume-Uni | Team Sky                    | 4 h 49 min 55 s |
| 2e | Greg Van Avermaet    | Belgique    | BMC Racing Team             | + 0 s           |
| 3e | Edvald Boasson Hagen | Norvège     | Team Sky                    | + 24 s          |
| 4e | Sep Vanmarcke        | Belgique    | Belkin                      | + 24 s          |
| 5e | Niki Terpstra        | Pays-Bas    | Omega Pharma-Quick Step     | + 24 s          |
| 6e | Jempy Drucker        | Luxembourg  | Wanty-Groupe Gobert         | + 1 min 34 s    |
| 7e | Taylor Phinney       | États-Unis  | BMC Racing Team             | + 1 min 34 s    |
| 8e | Dries Devenyns       | Belgique    | Giant-Shimano               | + 1 min 34 s    |
| 9e | Egoitz García        | Espagne     | Cofidis, Solutions Crédits  | + 1 min 34 s    |
| 10e | Arnaud Démare        | France      | FDJ.fr                      | + 1 min 34 s    |
| 11e | Luke Rowe            | Royaume-Uni | Team Sky                    | + 1 min 34 s    |
| 12e | Sebastian Langeveld  | Pays-Bas    | Garmin-Sharp                | + 1 min 34 s    |
| 13e | Jürgen Roelandts     | Belgique    | Lotto-Belisol               | + 1 min 34 s    |
| 14e | Stijn Vandenbergh    | Belgique    | Omega Pharma-Quick Step     | + 1 min 34 s    |
| 15e | Zico Waeytens        | Belgique    | Topsport Vlaanderen-Baloise | + 1 min 34 s    |
| 16e | Jelle Wallays        | Belgique    | Topsport Vlaanderen-Baloise | + 1 min 34 s    |
| 17e | Johan Le Bon         | France      | FDJ.fr                      | + 1 min 41 s    |
| 18e | Lars Boom            | Pays-Bas    | Belkin                      | + 1 min 41 s    |
| 19e | Florian Sénéchal     | France      | Cofidis, Solutions Crédits  | + 2 min 47 s    |
| 20e | Yoann Offredo        | France      | FDJ.fr                      | + 2 min 47 s    |

## Liste des participants
- Liste de départ complète

| Légende | Légende                                                                    | Légende | Légende                                                    |
| ------- | -------------------------------------------------------------------------- | ------- | ---------------------------------------------------------- |
| Num     | Dossard de départ porté par le coureur sur ce Circuit Het Nieuwsblad       | Pos     | Position à l'arrivée de la course                          |
|         | Indique un maillot de champion national ou mondial, suivi de sa spécialité | NP      | Indique un coureur qui n'a pas pris le départ de la course |
| AB      | Indique un coureur qui n'a pas terminé la course                           | HD      | Indique un coureur qui a terminé la course hors des délais |

| Katusha KAT | Katusha KAT                     | Katusha KAT |
| ----------- | ------------------------------- | ----------- |
| Num         | Coureur                         | Pos         |
| 1           | Luca Paolini (ITA)              | AB          |
| 2           | Vladimir Isaychev (RUS) (Route) | 84e         |
| 3           | Alexander Kristoff (NOR)        | 77e         |
| 4           | Aliaksandr Kuschynski (BLR)     | 22e         |
| 5           | Viatcheslav Kouznetsov (RUS)    | AB          |
| 6           | Rüdiger Selig (GER)             | AB          |
| 7           | Gatis Smukulis (LAT)            | AB          |
| 8           | Alexey Tsatevitch (RUS)         | 88e         |

| Lotto-Belisol LTB | Lotto-Belisol LTB      | Lotto-Belisol LTB |
| ----------------- | ---------------------- | ----------------- |
| Num               | Coureur                | Pos               |
| 11                | Jürgen Roelandts (BEL) | 13e               |
| 12                | Lars Ytting Bak (DEN)  | 35e               |
| 13                | Stig Broeckx (BEL)     | 38e               |
| 14                | Jens Debusschere (BEL) | 58e               |
| 15                | Kenny Dehaes (BEL)     | AB                |
| 16                | Pim Ligthart (NED)     | 39e               |
| 17                | Marcel Sieberg (GER)   | 50e               |
| 18                | Frederik Willems (BEL) | AB                |

| Omega Pharma-Quick Step OPQ | Omega Pharma-Quick Step OPQ    | Omega Pharma-Quick Step OPQ |
| --------------------------- | ------------------------------ | --------------------------- |
| Num                         | Coureur                        | Pos                         |
| 21                          | Tom Boonen (BEL)               | 33e                         |
| 22                          | Iljo Keisse (BEL)              | AB                          |
| 23                          | Gert Steegmans (BEL)           | 96e                         |
| 24                          | Zdeněk Štybar (CZE)            | 29e                         |
| 25                          | Niki Terpstra (NED)            | 5e                          |
| 26                          | Matteo Trentin (ITA)           | 72e                         |
| 27                          | Guillaume Van Keirsbulck (BEL) | 95e                         |
| 28                          | Stijn Vandenbergh (BEL)        | 14e                         |

| AG2R La Mondiale ALM | AG2R La Mondiale ALM     | AG2R La Mondiale ALM |
| -------------------- | ------------------------ | -------------------- |
| Num                  | Coureur                  | Pos                  |
| 31                   | Gediminas Bagdonas (LTU) | 86e                  |
| 32                   | Steve Chainel (FRA)      | AB                   |
| 33                   | Maxime Daniel (FRA)      | 87e                  |
| 34                   | Damien Gaudin (FRA)      | 73e                  |
| 35                   | Hugo Houle (CAN)         | 94e                  |
| 36                   | Sébastien Minard (FRA)   | AB                   |
| 37                   | Lloyd Mondory (FRA)      | 25e                  |
| 38                   | Sébastien Turgot (FRA)   | 97e                  |

| Belkin BEL | Belkin BEL               | Belkin BEL |
| ---------- | ------------------------ | ---------- |
| Num        | Coureur                  | Pos        |
| 41         | Lars Boom (NED)          | 18e        |
| 42         | Tom Leezer (NED)         | AB         |
| 43         | Bram Tankink (NED)       | AB         |
| 44         | Maarten Tjallingii (NED) | AB         |
| 45         | Jos van Emden (NED)      | 42e        |
| 46         | Sep Vanmarcke (BEL)      | 4e         |
| 47         | Robert Wagner (GER)      | 92e        |
| 48         | Maarten Wynants (BEL)    | 30e        |

| BMC Racing BMC | BMC Racing BMC              | BMC Racing BMC |
| -------------- | --------------------------- | -------------- |
| Num            | Coureur                     | Pos            |
| 51             | Thor Hushovd (NOR) (Route)  | AB             |
| 52             | Marcus Burghardt (GER)      | 41e            |
| 53             | Silvan Dillier (SUI)        | 54e            |
| 54             | Klaas Lodewyck (BEL)        | AB             |
| 55             | Taylor Phinney (USA)        | 7e             |
| 56             | Rick Zabel (GER)            | AB             |
| 57             | Michael Schär (SUI) (Route) | AB             |
| 58             | Greg Van Avermaet (BEL)     | 2e             |

| FDJ.fr FDJ | FDJ.fr FDJ                     | FDJ.fr FDJ |
| ---------- | ------------------------------ | ---------- |
| Num        | Coureur                        | Pos        |
| 61         | William Bonnet (FRA)           | AB         |
| 62         | David Boucher (FRA)            | 55e        |
| 63         | Mickaël Delage (FRA)           | AB         |
| 64         | Arnaud Démare (FRA)            | 10e        |
| 65         | Anthony Geslin (FRA)           | 67e        |
| 66         | Pierre-Henri Lecuisinier (FRA) | 100e       |
| 67         | Johan Le Bon (FRA)             | 17e        |
| 68         | Yoann Offredo (FRA)            | 20e        |

| Garmin-Sharp GRS | Garmin-Sharp GRS          | Garmin-Sharp GRS |
| ---------------- | ------------------------- | ---------------- |
| Num              | Coureur                   | Pos              |
| 71               | Jack Bauer (NZL)          | 82e              |
| 72               | Tyler Farrar (USA)        | 70e              |
| 73               | Raymond Kreder (NED)      | 47e              |
| 74               | Sebastian Langeveld (NED) | 12e              |
| 75               | David Millar (GBR)        | 99e              |
| 76               | Nick Nuyens (BEL)         | 62e              |
| 77               | Steele Von Hoff (AUS)     | AB               |
| 78               | Johan Vansummeren (BEL)   | 31e              |

| Europcar EUC | Europcar EUC           | Europcar EUC |
| ------------ | ---------------------- | ------------ |
| Num          | Coureur                | Pos          |
| 81           | Jérôme Cousin (FRA)    | 101e         |
| 82           | Jimmy Engoulvent (FRA) | 66e          |
| 83           | Bryan Coquard (FRA)    | 61e          |
| 84           | Tony Hurel (FRA)       | 60e          |
| 85           | Vincent Jérôme (FRA)   | AB           |
| 86           | Alexandre Pichot (FRA) | AB           |
| 87           | Björn Thurau (GER)     | 64e          |
| 88           | Angélo Tulik (FRA)     | AB           |

| Giant-Shimano GIA | Giant-Shimano GIA                 | Giant-Shimano GIA |
| ----------------- | --------------------------------- | ----------------- |
| Num               | Coureur                           | Pos               |
| 91                | Roy Curvers (NED)                 | 53e               |
| 92                | Bert De Backer (BEL)              | 48e               |
| 93                | Koen de Kort (NED)                | 28e               |
| 94                | Dries Devenyns (BEL)              | 8e                |
| 95                | Reinardt Janse van Rensburg (RSA) | 76e               |
| 96                | Ramon Sinkeldam (NED)             | 63e               |
| 97                | Tom Stamsnijder (NED)             | AB                |
| 98                | Albert Timmer (NED)               | 65e               |

| Sky SKY | Sky SKY                    | Sky SKY |
| ------- | -------------------------- | ------- |
| Num     | Coureur                    | Pos     |
| 101     | Edvald Boasson Hagen (NOR) | 3e      |
| 102     | Bernhard Eisel (AUT)       | 81e     |
| 103     | Christian Knees (GER)      | AB      |
| 104     | Salvatore Puccio (ITA)     | AB      |
| 105     | Gabriel Rasch (NOR)        | 98e     |
| 106     | Luke Rowe (GBR)            | 11e     |
| 107     | Ian Stannard (GBR)         | 1er     |
| 108     | Christopher Sutton (AUS)   | AB      |

| Androni Giocattoli-Venezuela AND | Androni Giocattoli-Venezuela AND | Androni Giocattoli-Venezuela AND |
| -------------------------------- | -------------------------------- | -------------------------------- |
| Num                              | Coureur                          | Pos                              |
| 111                              | Marco Bandiera (ITA)             | 89e                              |
| 112                              | Manuel Belletti (ITA)            | AB                               |
| 113                              | Marco Frapporti (ITA)            | AB                               |
| 114                              | Antonio Parrinello (ITA)         | AB                               |
| 115                              | Nicola Testi (ITA)               | 90e                              |
| 116                              | Andrea Zordan (ITA)              | AB                               |
| 117                              |                                  |                                  |
| 118                              |                                  |                                  |

| Bretagne-Séché Environnement BSE | Bretagne-Séché Environnement BSE | Bretagne-Séché Environnement BSE |
| -------------------------------- | -------------------------------- | -------------------------------- |
| Num                              | Coureur                          | Pos                              |
| 121                              | Erwann Corbel (FRA)              | AB                               |
| 122                              | Jean-Marc Bideau (FRA)           | 104e                             |
| 123                              | Anthony Delaplace (FRA)          | 71e                              |
| 124                              | Christophe Laborie (FRA)         | 23e                              |
| 125                              | Benoît Jarrier (FRA)             | 102e                             |
| 126                              | Clément Koretzky (FRA)           | 40e                              |
| 127                              | Benjamin Le Montagner (FRA)      | 105e                             |
| 128                              | Pierre-Luc Périchon (FRA)        | AB                               |

| CCC Polsat Polkowice CCC | CCC Polsat Polkowice CCC | CCC Polsat Polkowice CCC |
| ------------------------ | ------------------------ | ------------------------ |
| Num                      | Coureur                  | Pos                      |
| 131                      | Paweł Charucki (POL)     | AB                       |
| 132                      | Piotr Gawroński (POL)    | AB                       |
| 133                      | Tomasz Kiendyś (POL)     | AB                       |
| 134                      | Adrian Kurek (POL)       | AB                       |
| 135                      | Jarosław Marycz (POL)    | AB                       |
| 136                      | Nikolay Mihaylov (BUL)   | AB                       |
| 137                      | Jacek Morajko (POL)      | AB                       |
| 138                      | Maciej Paterski (POL)    | 49e                      |

| Cofidis COF | Cofidis COF            | Cofidis COF |
| ----------- | ---------------------- | ----------- |
| Num         | Coureur                | Pos         |
| 141         | Gert Jõeäär (EST)      | 74e         |
| 142         | Julien Fouchard (FRA)  | AB          |
| 143         | Egoitz García (ESP)    | 9e          |
| 144         | Cyril Lemoine (FRA)    | 68e         |
| 145         | Adrien Petit (FRA)     | 85e         |
| 146         | Florian Sénéchal (FRA) | 19e         |
| 147         | Romain Zingle (BEL)    | AB          |
| 148         |                        |             |

| IAM | IAM                               | IAM |
| --- | --------------------------------- | --- |
| Num | Coureur                           | Pos |
| 151 | Sylvain Chavanel (FRA)            | 26e |
| 152 | Martin Elmiger (SUI)              | 46e |
| 153 | Heinrich Haussler (AUS)           | 79e |
| 154 | Sébastien Hinault (FRA)           | 91e |
| 155 | Kevyn Ista (BEL)                  | AB  |
| 156 | Dominic Klemme (GER)              | AB  |
| 157 | Pirmin Lang (SUI)                 | AB  |
| 158 | Aleksejs Saramotins (LAT) (Route) | AB  |

| MTN-Qhubeka MTN | MTN-Qhubeka MTN           | MTN-Qhubeka MTN |
| --------------- | ------------------------- | --------------- |
| Num             | Coureur                   | Pos             |
| 161             | Gerald Ciolek (GER)       | 27e             |
| 162             | Ignatas Konovalovas (LTU) | 44e             |
| 163             | Martin Reimer (GER)       | 34e             |
| 164             | Kristian Sbaragli (ITA)   | 36e             |
| 165             | Andreas Stauff (GER)      | AB              |
| 166             | Jacobus Venter (RSA)      | 78e             |
| 167             | Jay Robert Thomson (RSA)  | 93e             |
| 168             | Johann van Zyl (RSA)      | 103e            |

| RusVelo RVL | RusVelo RVL               | RusVelo RVL |
| ----------- | ------------------------- | ----------- |
| Num         | Coureur                   | Pos         |
| 171         | Igor Boev (RUS)           | AB          |
| 172         | Leonid Krasnov (RUS)      | AB          |
| 173         | Timofey Kritskiy (RUS)    | 83e         |
| 174         | Roman Maikin (RUS)        | AB          |
| 175         | Kirill Pozdnyakov (RUS)   | 43e         |
| 176         | Andrey Solomennikov (RUS) | AB          |
| 177         | Gennadi Tatarinov (RUS)   | AB          |
| 178         |                           |             |

| NetApp-Endura TNE | NetApp-Endura TNE         | NetApp-Endura TNE |
| ----------------- | ------------------------- | ----------------- |
| Num               | Coureur                   | Pos               |
| 181               | Zakkari Dempster (AUS)    | 56e               |
| 182               | Blaž Jarc (SLO)           | AB                |
| 183               | Ralf Matzka (GER)         | AB                |
| 184               | Andreas Schillinger (GER) | 59e               |
| 185               | Jonathan McEvoy (GBR)     | AB                |
| 186               | Michael Schwarzmann (GER) | AB                |
| 187               | Scott Thwaites (GBR)      | 51e               |
| 188               | Paul Voss (GER)           | AB                |

| Topsport Vlaanderen-Baloise TSV | Topsport Vlaanderen-Baloise TSV | Topsport Vlaanderen-Baloise TSV |
| ------------------------------- | ------------------------------- | ------------------------------- |
| Num                             | Coureur                         | Pos                             |
| 191                             | Tim Declercq (BEL)              | 52e                             |
| 192                             | Pieter Jacobs (BEL)             | 80e                             |
| 193                             | Stijn Steels (BEL)              | 75e                             |
| 194                             | Tom Van Asbroeck (BEL)          | 37e                             |
| 195                             | Kenneth Vanbilsen (BEL)         | 45e                             |
| 196                             | Edward Theuns (BEL)             | 21e                             |
| 197                             | Zico Waeytens (BEL)             | 15e                             |
| 198                             | Jelle Wallays (BEL)             | 16e                             |

| Wanty-Groupe Gobert WGG | Wanty-Groupe Gobert WGG  | Wanty-Groupe Gobert WGG |
| ----------------------- | ------------------------ | ----------------------- |
| Num                     | Coureur                  | Pos                     |
| 201                     | Kévin Van Melsen (BEL)   | AB                      |
| 202                     | Laurens De Vreese (BEL)  | 24e                     |
| 203                     | Jempy Drucker (LUX)      | 6e                      |
| 204                     | Jan Ghyselinck (BEL)     | AB                      |
| 205                     | Wesley Kreder (NED)      | 69e                     |
| 206                     | Björn Leukemans (BEL)    | 32e                     |
| 207                     | Mirko Selvaggi (ITA)     | 57e                     |
| 208                     | Frederik Veuchelen (BEL) | AB                      |